# 摩訶男
摩訶男（梵語：或），也称摩訶南摩、摩訶那摩，义爲“大号、大名”。《佛所行赞》中作十力迦叶，是古印度列国时代迦毗羅衛國的亡國君主。

## 生平
佛陀悟道後不久，憍薩羅國的波斯匿王即位，命迦毗羅衛的釋迦族送一名公主進憍薩羅國和親。王室成員之一的摩訶男，以一美婢假稱為自己女兒，名為縛沙婆剎利（Vāsabhakhattiyā）。縛沙婆王妃與波斯匿王生下了王子毘琉璃。另一出自《有部毘奈耶雜事》的傳說則是說波斯匿王主動迎娶摩訶男之婢所生之女勝鬘（Mallikā，或譯為末利）為夫人，毘琉璃為勝鬘之子。
毘琉璃王子少年時，至釋迦族中聚會，被譏為婢女之子，毘琉璃忿怒，誓言報復，二十歲時發動兵變，流放了波斯匿王，自行即位，是為毘琉璃王。
毘琉璃王想起舊恨，進兵迦毗羅衛城，迦毗羅衛城旋即被毘琉璃王攻破，當時迦毗羅衛已由摩訶男執政。迦毗羅衛城破時，毘琉璃王有意屠城。為救釋迦族，摩訶男主動向毘琉璃王提出自沉於水中，並於在他浮出水面以前，放過離城之人民，毘琉璃王隨即應允。摩訶男落水後，將頭髮縛於水草，使人民有足夠時間逃走。後毘琉璃王派人查看，見摩訶男已溺死水中。

## 五比丘說
有人認為，佛初度五比丘中的摩訶男尊者，與自溺救民的摩訶男，為同一人。因為两者姓名相同，都是释迦族王室成员。但作为五比丘之一的摩诃男尊者很早前就随佛出家，不可能继承王位，二者是否爲同一人还有待商榷。

## 註释
1. ↑  . Dictionary of Pali Proper Names.   [2021-06-19]. （原始内容存档于2021-06-14）.
2. ↑  佛光大辭典. .   [2021-06-19]. （原始内容存档于2021-06-14）.
3. ↑  《佛学大辞典》【摩诃男】：梵名Maha^na^ma ，巴利名同。(一)为佛陀最初所度化五比丘之一。又作摩诃南、摩诃那摩。意译大号、大名。在中本起经作摩男拘利（梵Maha^na^ma -kol!iya ），佛所行赞经中作十力迦叶。乃释迦牟尼踰城出家之际，其父净饭王于族中所选五随侍之一；佛陀成道后，于鹿野苑初转法轮，彼即为最初闻法得道之弟子之一，后并护持佛陀之化导。增一阿含经卷三弟子品赞其（大二·五五七上）：‘速成神通，中不有悔，所谓摩诃男比丘是。’［中阿含卷八侍者经、过去现在因果经卷三、四分律卷三十二、大毗婆沙论卷一八二、法华经文句卷一上、卷五上、大唐西域记卷七］　(二)又称释种摩诃男（梵Sakkama=ha^na^ma ）、摩呵南释、释摩男。属中印度迦毗罗卫城释迦种。五分律卷十五、有部毗奈耶破僧事卷二等载其为斛饭王之子。大智度论卷三、梵文大事（Maha^vastu）等载其为甘露饭王之子。于其弟阿那律入佛门出家后，即治理家事，重佛之教法，常布施汤药、衣食等予僧众；中阿含经中之苦阴经即其请佛所说。增一阿含经卷二十六载，当舍卫城之流离王讨伐迦毗罗卫城释迦族时，摩诃男为救释种族，自愿舍命于水中。或谓此人与五比丘中之摩诃男为同一人。［杂阿含经卷二十九、卷三十、增一阿含经卷三、卷三十五、佛本行集经卷十一、卷五十八、五分律卷三］